# Claudio García Satur
Claudio García Satur (Buenos Aires, 22 de febrero de 1938) es un primer actor argentino. De larga trayectoria, principalmente en televisión y teatro, fue popularmente conocido por su papel protagónico en Rolando Rivas, taxista, famosa telenovela de la década del '70 y también como Quique en Son de Diez a principios de los 90.

## Biografía
Su infancia transcurrió en el barrio porteño de Boedo, hijo del, también actor, Enrique García Satur. Fue su padre, quién transformó su nombre, Saturnino García en "García Satur", para convertirlo en un apellido artístico, que Claudio adoptó, igual que su hija y nieta, Celeste y Guillermina García Satur, respectivamente; ambas actrices, y su sobrino el actor y cantante Alberto García Satur. Su tío fue el actor cómico Luis García Bosch. Durante la adolescencia abandonó el colegio para trabajar en la DGI, y empezó su carrera artística en 1963, en el Teatro Municipal General San Martín.
En 1960 fue convocado para ir a Mar del Plata con la obra teatral  "La Señorita Pepe" con Fernanda Mistral, Beto Gianola e Ignacio Quiroz.
El público masivo lo conoció como galán, aunque, empezó su carrera haciendo teatro vocacional: Shaw, Brecht, Shakespeare. Pero se hizo conocido a través de la televisión. En la década del '60 participa en telenovelas protagonizadas por Guillermo Bredeston y Fernanda Mistral ( La piedra contra el cristal y Muchacho triste ). Se lo identifica con ciertos personajes que interpretó, como el del ignorado cantante moderno (Tony Capone) en el episodio de la teleserie Narciso Ibáñez Menta presenta "Un pacto con los brujos" que para ganar notoriedad caía en la tentación del demonio (Agustín Dorleac - Narciso Ibáñez Menta) y "El hombre que volvió de la muerte" con Narciso Ibañez Menta, Fernanda Mistral y Susana Campos .
En 1972, en pleno éxito de Rolando Rivas, taxista, hizo en cine La sartén por el mango, un drama donde interpreta a un psicótico asesino. En 1973 protagoniza la película La piel del amor junto a Susana Giménez. En 1977 hizo en cine "El Soltero "
También en televisión protagonizó en 1979 El león y la rosa con Susú Pecoraro, e Historia de un trepador en 1984 con Gabriela Gili. Años después, protagonizó la versión moderna de La familia Falcón, y el regreso a la familia tipo en Son de diez: en la historia, el matrimonio impecable, enamorado y "progre" que formaban García Satur y Silvia Montanari (quien sí era profesional en ejercicio), debía hacer frente a la adolescencia de sus hijos, abordando temas que afectaban a la juventud argentina de principios de la década del '90: el cuidado ante el SIDA, la "primera vez" sexual, y la tentación de las drogas.
En 1974 fue el protagonista de la telenovela de Alberto Migre : "Dos a Quererse" con Thelma Biral, Antonio Grimau y Fernanda Mistral

## Teatro (Por orden alfabético)
- Aeroplanos
- Babilonia
- Boeing Boeing
- Boomerang
- Buscapiés
- Can - Can
- De mil amores
- Del ropero al closet -Ciclo "Teatro X la identidad"-
- Despacio, escuela
- Don Chicho
- Doña Flor y sus dos maridos
- Dos señores malcriados
- El Botellero
- El conventillo de la Paloma
- El hombre del destino *Ciclo Teatrísimo*
- El soltero
- Es más lindo con amor
- Extraña pareja
- Fantasmas
- Filomena Marturano *Ciclo Teatrísimo*
- He visto a Dios
- Hoy, ensayo, hoy
- La dama del Maxim's
- La visita que no tocó el timbre *Actuación/Dirección/Versión *
- Ladrones a domicilio *Dirección*
- Los galanes peinan canas
- ¿Me la saca, Dr.?
- Prisioneros en la ciudad
- Procedimientos para inhibir la voluntad de los individuos (Voz en Off)
- Salven al cómico
- Socios en el amor *Ciclo Teatrísimo*
- Souflé
- Trepar es mi destino
- Un guapo del 900

## Televisión (Por orden alfabético)
| Año       | Título                            | Personaje                | Notas                                 |             |
| --------- | --------------------------------- | ------------------------ | ------------------------------------- | ----------- |
| 1963      | Mi pequeña Soledad                | Mateo Villafañe          | Antagonista                           |             |
| 1966      | Querida Alicia                    | Norberto                 | Protagonista                          |             |
| 1968      | El dolor de Ángela                | Julián Allende           | Antagonista                           |             |
| 1969      | El hombre que volvio de la muerte | Lazlo Avalón             | Elenco secundario                     |             |
| 1969      | Abelardo Pardales                 | Ignacio                  | Elenco secundario                     |             |
| 1970      | Su comedia favorita               | Haroldo                  | Episodio: Matrimonio siglo veinte     |             |
| 1970      | La comedia de los martes          | Homero                   | Episodio: Pobre pero honrado          |             |
| 1970      | Sainetes de ayer y de siempre     | Rufino                   | Protagonista                          |             |
| 1971      | Narciso Ibáñez Menta presenta     | Humberto                 | Episodio: El abuelo                   |             |
| 1971      | La comedia del domingo            | Paulino                  | Episodio: Las cosas de los Campanelli |             |
| 1971      | Así en la villa como en el cielo  | Sabino                   | Antagonista                           |             |
| 1971      | La luna sobre el circo            | Renato                   | Recurrente                            |             |
| 1971      | Juguemos al amor                  | Jacinto                  | Antagonista                           |             |
| 1972-1973 | Rolando Rivas, taxista            | Rolando Rivas            | Protagonista                          |             |
| 1973      | No creo en los hombres            | Arturo de la Vega Ibáñez | Antagonista                           |             |
| 1974      | Tormenta de pasiones              | Dr. José Cruz            | Protagonista                          |             |
| 1975      | Juan del Sur                      | Juan                     | Protagonista                          |             |
| 1975      | Alma rebelde                      | Damián Montero           | Antagonista                           |             |
| 1976      | Dos a quererse                    | Claudio Valle            | Recurrente                            |             |
| 1977      | Mi hermano Javier                 | Javier                   | Protagonista                          |             |
| 1977      | Para todos                        | Arturo                   | Recurrente                            |             |
| 1979      | El león y la rosa                 | Leonardo Peralta         | Protagonista                          |             |
| 1980      | Dos y Bartolo                     | Leandro                  | Elenco secundario                     |             |
| 1981      | Veladas de gala                   | Pablo Esquivel           | Recurrente                            |             |
| 1981      | Pecado mortal                     | Diego Hernández          | Participación especial                |             |
| 1982      | Un hombre como vos                | Román Heredia            | Protagonista                          |             |
| 1984      | Historia de un trepador           | Miguel Ángel Medina      | Protagonista                          |             |
| 1987      | Vinculos                          | Nicolas                  | Protagonista                          |             |
| 1988      | Vendedoras de Lafayette           | Juan López               | Protagonista                          |             |
| 1992-1995 | Son de diez                       | Horacio                  | Protagonista                          |             |
| 1998      | Socios y más                      | Alberto González         | Protagonista                          | Antagonista |
| 2000      | Los médicos de hoy                | Dr. Guillermo Ezcurra    | Protagonista                          |             |
| 2001      | Tiempo final                      | Domingo                  | Episodio: Cama de Hotel               |             |
| 2006      | Al límite                         | Jorge Suárez             | Episodio: Jenizaro                    |             |

## Cine
- Besos en la frente (1996) ...Pablo
- Facundo, la sombra del tigre (1994)
- Crucero de placer (1980)
- El Fausto criollo (1979)
- Los médicos (1978)
- El soltero (1977)
- Rolando Rivas, taxista (1974) ...Rolando Rivas
- La piel del amor (1973)
- La sartén por el mango (1972)
- El picnic de los Campanelli (1972) ...Claudio
- La gran ruta (1971)
- El veraneo de los Campanelli (1971) ...Claudio

## Teatro
- 1963: El miedo es masculino, con la Compañía Argentina de Comedias Raúl Rossi, junto a Elcira Olivera Garcés, Juan Carlos Barbieri, Estela Vidal y Claudio García Satur.[1]

## Autor
- Heterocuentos. Editorial Vinciguerra, 1987. Prólogo de César Magrini. Ilustraciones de Blas Vidal.

## Discografía
- 1973: "Tuyo" - Junto a Soledad Silveyra - RCA VICTOR